# 王俊
王 俊（おう しゅん、1963年11月 - ）は、中華人民共和国の医師、医学者。中国工程院院士。現職は北京大学人民医院胸外科主任、教授。

## 経歴
1963年11月、河南省淮浜県で生まれる。1985年、鄭州大学を卒業。1989年、北京医科大学（現在の北京大学医学部）に研究生として入室。1995年に九三学社入党。2000年に北京大学教授に就任。

## 栄典
- 2012年、国家科学技術進歩賞二等賞。
- 2019年11月22日、中国工程院院士[4]。